# كوبيلاس دي سانتا مارتا
كوبيلاس دي سانتا مارتا (بالإسبانية: Cubillas de Santa Marta)‏ هي بلدية تقع في مقاطعة بلد الوليد، قشتالة وليون، إسبانيا. وفقًا لتعداد عام 2004 (المعهد الوطني للإحصائيات)، يبلغ عدد سكان البلدية 292 نسمة.